# Brachyopa ornamentosa
Brachyopa ornamentosa är en tvåvingeart som beskrevs av Violovitsh 1977. Brachyopa ornamentosa ingår i släktet savblomflugor, och familjen blomflugor. Inga underarter finns listade i Catalogue of Life.